# 徑向磁通馬達

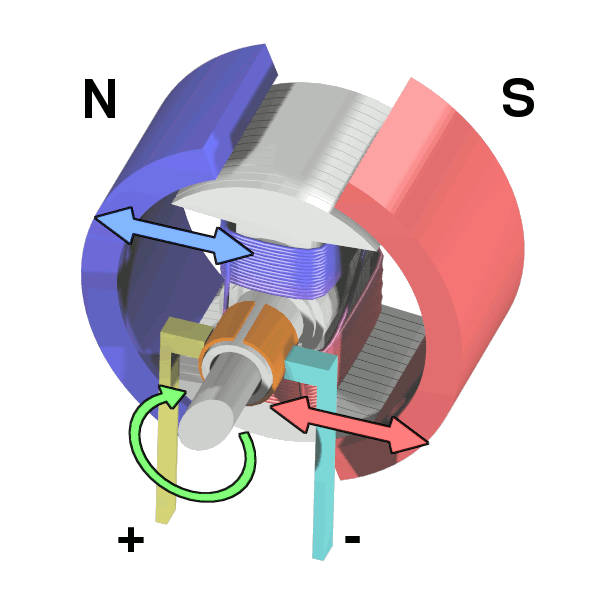
圖示的是二極轉子（電樞）以及永久磁鐵定子的直流有刷馬達，也是徑向磁通馬達

徑向磁通馬達是指所產生的磁通量會和旋轉軸垂直的馬達。大部份的馬達都是徑向磁通馬達。
徑向磁通馬達其定子和轉子之間的氣隙是和旋轉軸垂直的，定子和轉子是呈同心圓的架構，常見的是定子在外圈，轉子在內圈，但也有轉子在外圈的外轉子馬達。徑向磁通馬達的氣隙磁通也和旋轉軸垂直。
軸向磁通馬達是另一種馬達，產生的磁通量和旋轉軸平行，和徑向磁通馬達不同。

## 設計
以直流無刷電動機為例，傳統的直流無刷電動機的轉子中有永久磁鐵，在馬達內部，定子有繞組，位在轉子的外面。定子外圍有稱為軛（yoke）的固定結構，定子內側有齒（teeth），齒周圍有線圈，定子齒和線圈會產生變動的磁場。轉子磁鐵的磁場和定子的變動磁場交互作用，以產生力矩。
除了直流無刷電動機外，一般常見的直流有刷電動機、感應電機、永磁同步電機或磁阻電機也都是徑向磁通馬達的架構。
徑向磁通馬達的磁路路徑會因為馬達幾何造形而出現曲線，因此定子不適合使用特定方向磁導率較高的电工钢。

### 永磁馬達
徑向磁通的永磁馬達使用的永久磁鐵比較少，但是其力矩密度也比較低。

## 力矩、轉速、功率
馬達力矩、轉速、功率的關係如下：
{\displaystyle P=T*\omega }
其中P是機械功率、T是力矩，單位牛頓米，ω是轉速，單位是弧度每秒。

## 熱管理
永久磁鐵的徑向磁通馬達，產生的功率比异步电动机大很多，但也會產生許多的廢熱需要散熱。散熱可以透過热传导、水冷或是空氣冷卻，依應用需求而定。

## 外部連結
- YouTube上的Radial flux permanent magnet electric motor